# كأس السوبر البيلاروسي 2010
بطولة كأس السوبر البيلاروسي 2010 هي النسخة الأولى من بطولة كأس السوبر البيلاروسي، لعب يوم 8 مارس 2010 في استاد فوتبولنيي مانييش، بين فريق باتي بوريسوف الفائز بالدوري وفريق نافتان نوفوبولوتسك الفائز بكأس بيلاروسيا. وقد انتهت المباراة بفوز باتي بوريسوف بالمباراة بنتيجة 3–2 بركلات الترجيح بعد انتهاء الوقت الأصلي بالتعادل السلبي بين الفريقين، ليحصد لقبه الأول في تاريخ البطولة.

## التفاصيل
| باتي بوريسوف | 0–0 | نافتان نوفوبولوتسك |
| ------------ | --- | ------------------ |
|              |     |                    |

| باتي بوريسوف | نافتان نوفوبولوتسك |

| الحكام المساعدون: ديمتري جوك ستانيسلاو سافيتسكي الحكم الرابع: | قوانين المباراة - 90 دقيقة. - ركلات جزاء ترجيحية إذا استمرت النتيجة متعادلة. - سبعة لاعبين بدلاء يتم تسجيل أسمائهم. - يمكن استخدام خمسة منهم على الأكثر. |